# تومي هوغو
تومي هوغو (بالإنجليزية: Tommy Hugo)‏ هو لاعب كرة القدم الكندية أمريكي، ولد في 25 أغسطس 1930 في هونولولو في الولايات المتحدة، وتوفي في 15 نوفمبر 2004.